# Podomys floridanus
Podomys floridanus (флоридська миша) — вид гризунів родини Cricetidae. Це єдиний вид у роді Podomys. Відповідно до своєї назви, це ендемік Флориди в Сполучених Штатах. Його природне середовище існування — луки помірного клімату. Йому загрожує втрата середовища проживання.

## Морфологічна характеристика
Флоридські миші досягають довжини тіла близько 10 сантиметрів і довжини хвоста від 8 до 10 сантиметрів. Вага від 20 до 47 грамів. Верх має коричневий або сіро-коричневий колір, а черевце біле. Очі великі й темні, вуха також великі та рідко запушені.

## Спосіб життя
Вони мешканці землі й живуть у норах, які вони викопали самі або які вони взяли від інших тварин. Їхній раціон складається з насіння, горіхів, комах та іншого.
Парування може відбуватися цілий рік, і розмір виводку зазвичай становить три-чотири дитинчати.

## Загрози
Флоридські миші перебувають під загрозою зникнення. Основною причиною цього є масштабне руйнування середовища існування. Великі частини їхнього середовища існування були знищені через розвиток лісових пожеж і страх від лісових пожеж.